# Idiocera lanciformis
Idiocera lanciformis là một loài ruồi trong họ Limoniidae. Chúng phân bố ở miền Cổ bắc.